# Regierung Van Houtte
Die Regierung Van Houtte amtierte in Belgien vom 15. Januar 1952 bis zum 12. April 1954. Nach dem Rücktritt der Regierung von Premierminister Joseph Pholien, der in seiner Partei wegen seiner Wirtschaftspolitik kritisiert wurde, folgte ihm der bisherige Finanzminister Jean Van Houtte als neuer Premierminister einer christdemokratischen (PSC/CVP) Regierung. Bei der Parlamentswahl 1954 verloren die Christdemokraten ihre absolute Mehrheit. Achille Van Acker wurde Premierminister einer Koalition von Sozialisten und Liberalen.

## Kabinett
| Amt                                     | Amtsinhaber                   | Partei    | Beginn der Amtszeit | Ende der Amtszeit |
| --------------------------------------- | ----------------------------- | --------- | ------------------- | ----------------- |
| Premierminister                         | Jean Van Houtte               | PSC/CVP   | 15. Januar 1952     | 12. April 1954    |
| Außenminister                           | Paul van Zeeland              | PSC/CVP   | 15. Januar 1952     | 12. April 1954    |
| Minister für Kommunikation              | Paul-Willem Segers            | PSC/CVP   | 15. Januar 1952     | 12. April 1954    |
| Minister für öffentliche Arbeiten       | Oscar Behogne                 | PSC/CVP   | 15. Januar 1952     | 12. April 1954    |
| Bildungsminister                        | Pierre Harmel                 | PSC/CVP   | 15. Januar 1952     | 12. April 1954    |
| Minister für Gesundheit und Familie     | Alfred De Taeye               | PSC/CVP   | 15. Januar 1952     | 12. April 1954    |
| Kolonialminister                        | André Dequae                  | PSC/CVP   | 15. Januar 1952     | 12. April 1954    |
| Verteidigungsminister                   | Etienne De Greef              | parteilos | 15. Januar 1952     | 12. April 1954    |
| Minister für Außenhandel                | Joseph Meurice                | PSC/CVP   | 15. Januar 1952     | 12. April 1954    |
| Minister für Arbeit und Soziales        | Geeraard Van den Daele        | PSC/CVP   | 15. Januar 1952     | 12. April 1954    |
| Landwirtschaftsminister                 | Charles Héger                 | PSC/CVP   | 15. Januar 1952     | 12. April 1954    |
| Finanzminister                          | Albert-Edouard Janssen        | PSC/CVP   | 15. Januar 1952     | 12. April 1954    |
| Minister für Wirtschaft und Mittelstand | Jean Duvieusart               | PSC/CVP   | 15. Januar 1952     | 12. April 1954    |
| Justizminister                          | Joseph Pholien                | PSC/CVP   | 15. Januar 1952     | 3. September 1952 |
| Justizminister                          | Léonce Lagae                  | PSC/CVP   | 3. September 1952   | 5. Dezember 1952  |
| Justizminister                          | Charles Héger (kommissarisch) | PSC/CVP   | 5. Dezember 1952    | 13. Dezember 1952 |
| Justizminister                          | Charles du Bus de Warnaffe    | PSC/CVP   | 13. Dezember 1952   | 12. April 1954    |
| Innenminister                           | Ludovic Moyersoen             | PSC/CVP   | 15. Januar 1952     | 12. April 1954    |
| Minister für Wiederaufbau               | Albert Coppé                  | PSC/CVP   | 15. Januar 1952     | 9. August 1952    |
| Minister für Wiederaufbau               | André Dequae (kommissarisch)  | PSC/CVP   | 9. August 1952      | 12. April 1954    |